# Dolno Aglarci
Dolno Aglarci (makedonska: Долно Агларци) är en ort i Nordmakedonien. Den ligger i kommunen Novaci, i den södra delen av landet, 100 kilometer söder om huvudstaden Skopje. Dolno Aglarci ligger 583 meter över havet och antalet invånare är 368.